# 단체 준군
호모토피 이론에서 단체 준군(單體準群, 영어: simplicial groupoid, simplicially enriched groupoid)은  단체 집합의 모노이드 범주에 대하여 풍성한 범주를 이루는 준군이다.:§Ⅴ

## 정의
단체 준군은 단체 집합의 모노이드 범주에 대하여 풍성한 범주를 이루는 준군이다.:313, §Ⅴ.7:10, §1 즉, 다음과 같은 데이터로 구성된다.
- 집합 {\displaystyle \operatorname {Ob} (G)}. 그 원소를 대상이라고 한다.
- 임의의 두 {\displaystyle x,y\in \operatorname {Ob} (G)}에 대하여, 단체 집합 {\displaystyle \hom _{G}(x,y)}. 이를 {\displaystyle x\to y} 사상들의 단체 집합이라고 한다.

이는 다음 조건들을 만족시켜야 한다.
- 각 {\displaystyle n\in \mathbb {N} }에 대하여, {\displaystyle G_{n}=(\operatorname {Ob} (G),(\hom _{G}(x,y))_{n})}는 준군을 이룬다.
- 단체 범주 {\displaystyle \triangle }의 사상 (즉, 증가 함수) {\displaystyle f\colon \{0,1,\dotsc ,n\}\to \{0,1,\dotsc ,m\}}에 대하여, {\displaystyle f^{*}\colon G_{m}\to G_{n}}는 준군 준동형(즉, 함자)을 이룬다. (이들은 대상 집합 {\displaystyle \operatorname {Ob} (G_{n})=\operatorname {Ob} (G)}에 대하여 항등 함수이다.)

단체 준군의 사상은 준군 준동형(즉, 함자)을 이루는 단체 집합 사상(즉, 단체 범주 위의 준층의 자연 변환)이다. 단체 준군의 범주를 {\displaystyle \operatorname {sGpd} }로 표기하자.

## 성질
단체 준군의 정의에 따라, 준군의 범주 및 단체 집합의 범주로 가는 망각 함자
{\displaystyle \operatorname {sGpd} \to \operatorname {Gpd} }
{\displaystyle \operatorname {sGpd} \to \operatorname {sSet} }
가 존재한다.
모든 단체 준군으ᇿ 준군 범주의 단체 대상을 이루지만, 그 역은 일반적으로 성립하지 않는다. 준군 범주의 단체 대상 가운데 그 대상 단체 집합이 이산 공간인 경우 이는 단체 준군을 이룬다. 특히, 군은 하나의 대상만을 갖는 준군이므로, 군의 범주의 단체 대상은 항상 단체 준군이다. 군의 범주의 단체 대상을 단체군(單體群, 영어: simplicial group)이라고 한다.
모든 단체군은 자동적으로 칸 복합체이며,:18‒04, §3, Théorème 3 따라서 그 호모토피 군을 정의할 수 있다.

### 고리 준군
단체 집합 {\displaystyle X}가 주어졌다고 하자. 그렇다면, 각 자연수 {\displaystyle n\in \mathbb {N} }에 대하여, 화살집
{\displaystyle X_{n+1}{\underset {t}{\overset {s}{\rightrightarrows }}}X_{0}}
{\displaystyle s=(\partial _{1})^{n+1}\colon X_{n+1}\to X_{0}}
{\displaystyle t=\partial _{0}\circ (\partial _{2})^{n}\colon X_{n+1}\to X_{0}}
을 생각하자. ({\displaystyle s}는 화살의 머리, {\displaystyle t}는 화살의 꼬리를 뜻한다.) 이 화살집으로 생성되는 자유 준군을 {\displaystyle (\mathrm {G} X)_{n}}이라고 표기하자.
이제, 이 위에 다음과 같은 단체 대상 구조를 줄 수 있다. 자유 준군의 사상의 생성원 (즉, 화살집의 화살) {\displaystyle e\in X_{n+1}}에 대하여,
{\displaystyle s_{i}^{\mathrm {G} X}(e)=s_{i+1}^{X}(e)\qquad \forall e\in X_{n+1}}
{\displaystyle \partial _{i}^{\mathrm {G} X}(e)={\begin{cases}\partial _{i+1}^{X}(e)&1\leq i\leq n\\\partial _{0}^{\mathrm {G} X}(e)=(\partial _{0}^{X}(e))^{-1}\partial _{1}^{X}(e)&i=0\end{cases}}\qquad \forall e\in X_{n+1}}
그렇다면, {\displaystyle \mathrm {G} X}는 준군 범주의 단체 대상을 이루며, 면 {\displaystyle \partial _{i}^{\mathrm {G} X}} 및 퇴화 단체 {\displaystyle s_{i}^{\mathrm {G} X}} 사상들이 준군 대상에 대하여 상수 함수이므로, 이는 단체 준군을 이룬다.
이는 단체 집합의 범주에서 단체 준군의 범주로 가는 함자
{\displaystyle \operatorname {sSet} \to \operatorname {sGpd} }
를 이룬다. 이를 드와이어-칸 고리 준군 함자(Dwyer-Kan고리準群函子, 영어: Dwyer–Kan loop groupoid functor)라고 한다. 대략, 단체 집합 {\displaystyle X}의 고리 준군 {\displaystyle \mathrm {G} X}는 다음과 같다.
- {\displaystyle \mathrm {G} X}의 대상의 집합 {\displaystyle (\mathrm {G} X)_{0}}은 {\displaystyle X}의 꼭짓점 집합 {\displaystyle X_{0}}과 같다.
- {\displaystyle \mathrm {G} X}의 두 대상 사이의 사상들의 단체 집합은 {\displaystyle X}의 1차원 이상 단체들로 구성된 “경로”들의 집합이다. 여기서 {\displaystyle X}의 1차원 이상 단체에서, 0번째 꼭짓점을 (경로를 구성하는) 변의 “머리”로, 1번째 꼭짓점을 변의 “꼬리”로 여긴다.

이 개념은 고리 공간의 개념의, 단체 집합에 대한 공식화이다.
드와이어-칸 고리 준군 함자는 다음과 같이 제한될 수 있다.
{\displaystyle G\colon \operatorname {sSet_{red}} \to \operatorname {simp} (\operatorname {Grp} )}
여기서
- {\displaystyle \operatorname {sSet_{red}} }는 단체 집합 가운데 하나의 꼭짓점만을 갖는 것(축소 단체 집합 縮小單體集合 영어: reduced simplicial set)들의 범주이다.
- {\displaystyle \operatorname {simp} (\operatorname {Grp} )}은 단체군의 범주이다.

### 단체 분류 공간
드와이어-칸 고리 준군 함자는 또한 오른쪽 수반 함자
{\displaystyle \mathrm {B} \colon \operatorname {sGpd} \to \operatorname {sSet} }
를 가지며, 이를 단체 분류 공간 함자(單體分類空間函子, 영어: simplicial classifying space functor)라고 한다. 즉, 수반 함자의 쌍
{\displaystyle \mathrm {G} \colon \operatorname {sSet} \leftrightarrows \operatorname {sGpd} \colon \mathrm {B} }
이 존재한다.
단체군의 단체 분류 공간은 축소 단체 집합이다. 이를 통해, 수반 함자의 쌍
{\displaystyle \mathrm {G} \colon \operatorname {sSet_{red}} \leftrightarrows \operatorname {Grp} ^{\triangle ^{\operatorname {op} }}\colon \mathrm {B} }
이 존재한다.
구체적으로, 단체 준군 {\displaystyle (G_{n})_{n\in \mathbb {N} }}가 주어졌다고 하자. 그렇다면,
- {\displaystyle (\mathrm {B} G)_{0}=\operatorname {Ob} (G)}
- {\displaystyle (\mathrm {B} G)_{1}=\operatorname {Mor} (G_{0})}
- {\displaystyle (\mathrm {B} G)_{n}=\{(h_{n-1},h_{n-2},\dotsc ,h_{1},h_{0})\colon h_{i}\in G_{i},\;{\mathsf {s}}_{G_{n}}(h_{i})={\mathsf {t}}_{G_{n}}(h_{i-1})\;\forall 0<i<n\}\subseteq \operatorname {Mor} (G_{n-1})\times \dotsb \times \operatorname {Mor} (G_{0})}
  - 여기서 {\displaystyle {\mathsf {s}}_{G_{n}},{\mathsf {t}}_{G_{n}}\colon \operatorname {Mor} (G_{n})\to \operatorname {Ob} (G)}은 준군 {\displaystyle G_{n}}의 사상의 머리 및 꼬리 함수이다.
- 면 사상은 다음과 같다.
  - {\displaystyle \partial _{0}^{n}(h_{n-1},\dotsc ,h_{0})=(h_{n-2},\dotsc ,h_{0})}
  - {\displaystyle \partial _{i}^{n}(h_{n-1},\dotsc ,h_{0})=(\partial _{i-1}^{G_{n-1}}h_{n-1},\partial _{i-2}^{G_{n-2}}h_{n-2},\dotsc ,\partial _{1}^{G_{n-i+1}}h_{n-i+1},(\partial _{0}^{G_{n-i}}h_{n-i})h_{n-i-1},h_{n-i-2},\dotsc ,h_{0})\qquad (0<i<n)}
  - {\displaystyle \partial _{n}^{n}(h_{n-1},\dotsc ,h_{0})=(\partial _{n-1}^{G_{n-1}}h_{n-1},\dotsc ,\partial _{1}^{G_{1}}h_{1})}
- 퇴화 사상은 다음과 같다.
  - {\displaystyle s_{0}^{n}(h_{n-1},\dotsc ,h_{0})=(\operatorname {id} _{{\mathsf {s}}(h_{n-1})},h_{n-1},\dotsc ,h_{0})}
  - {\displaystyle s_{i}^{n}(h_{n-1},\dotsc ,h_{0})=(s_{i-1}h_{n-1},\dotsc ,s_{0}h_{n-i},\operatorname {id} _{{\mathsf {t}}(h_{n-i})},h_{n-i-1},\dotsc ,h_{0})\qquad (0<i\leq n)}

### 모형 범주 구조
단체 준군의 범주는 모형 범주의 구조를 가지며, 이는 단체 범주의 (표준적) 모형 범주 구조와 퀼런 동치이다.:323, Theorem 7.8 즉, 그 호모토피 범주는 단체 범주의 호모토피 범주와 동치이다.:325, Corollary 7.11
이 모형 범주 구조에서, 사상 {\displaystyle f\colon G\to H}가 올뭉치일 필요 충분 조건은 다음 두 조건이 동시에 성립하는 것이다.
- (올림의 존재) 임의의 {\displaystyle G}의 대상 {\displaystyle x\in \operatorname {Ob} (G)} 및 {\displaystyle H}의 사상 {\displaystyle \alpha \in \hom _{H}(f(x),y)}에 대하여, {\displaystyle f({\bar {\alpha }})=\alpha }이며 {\displaystyle f({\bar {y}})=y}인 {\displaystyle G}의 사상 {\displaystyle {\bar {\alpha }}\in \hom _{G}(x,{\bar {y}})}이 존재한다.
- 각 대상 {\displaystyle x\in \operatorname {Ob} (G)}에 대하여, 단체 집합 사상 {\displaystyle \hom _{G}(x,x)\to \hom _{H}(f(x),f(x))}는 칸 올뭉치이다.

이 모형 범주 구조에서, 사상 {\displaystyle f\colon G\to H}가 약한 동치일 필요 충분 조건은 다음 두 조건이 동시에 성립하는 것이다.
- {\displaystyle f}는 연결 성분 집합 {\displaystyle \pi _{0}(G)}, {\displaystyle \pi _{0}(H)} 사이의 전단사 함수를 정의한다.
- 임의의 {\displaystyle x\in \operatorname {Ob} (G)}에 대하여, {\displaystyle (f\upharpoonright \hom _{G}(x,x))\colon \hom _{G}(x,x)\to \hom _{H}(f(x),f(x))}는 단체 집합의 약한 동치를 이룬다.

이에 따라, 단체 준군을 위상 공간의 호모토피 유형의 모형으로 간주할 수 있다. 이러한 관점에서, 단체군은 연결 공간에 해당한다.

### 무어 복합체
단체군 {\displaystyle G}가 주어졌다고 하자. 그렇다면, 이로부터 무어 복합체라는 군들의 열을 정의할 수 있다.
{\displaystyle (\mathrm {N} G)_{0}{\xleftarrow {\partial _{1}}}(\mathrm {N} G)_{1}{\xleftarrow {\partial _{2}}}(\mathrm {N} G)_{2}{\xleftarrow {\partial _{3}}}\dotsb }
이 사이의 사상 {\displaystyle \partial _{i}\colon (\mathrm {N} G)_{i}\to (\mathrm {N} G)_{i-1}}은 군 준동형이며, 또한 {\displaystyle \partial _{i}\circ \partial _{i+1}=1} (상수 함수)이다. 즉, 이는 군의 “사슬 복합체”를 이룬다. 또한, 각 경계 사상의 상은 정규 부분군을 이룬다. (즉, 이 “사슬 복합체”의 “호몰로지”를 취할 수 있다.) 이러한 구조 {\displaystyle (\mathrm {N} G)_{\bullet }}를 단체군 {\displaystyle G}의 무어 복합체(Moore複合體, 영어: Moore complex)라고 한다.
구체적으로,
{\displaystyle (\mathrm {N} G)_{n}=\bigcap _{i=1}^{n}\ker \partial _{i}^{G_{n}}\leq G_{n}}
{\displaystyle \partial _{n}=\left(\partial _{i}^{G_{n}}\upharpoonright (\mathrm {N} G)_{n}\right)\colon (\mathrm {N} G)_{n}\to (\mathrm {N} G)_{n-1}}
이다. 여기서 {\displaystyle \partial _{i}^{G_{n}}\colon G_{n}\to G_{n-1}}은 단체 대상의 면 사상이다. (※ {\displaystyle \partial _{0}^{G_{n}}}은 교집합에서 사용되지 않는다.) 다시 말해,
- 무어 복합체의 항 {\displaystyle (\mathrm {N} G)_{n}}은 {\displaystyle G}의 {\displaystyle n}차원 단체 가운데, 1번째〜{\displaystyle n}번째 면들이 모두 자명한 것들로 구성된 부분군이다. 그러나 0번째 면은 자명하지 않을 수 있다. (특히, {\displaystyle (\mathrm {N} G)_{0}=G_{0}}이다.)
- 무어 복합체의 경계 준동형은 0번째 면을 취하는 연산이다.

이러한 무어 복합체는 초교차 복합체(超交叉複合體, 영어: hypercrossed complex)라는 대수 구조를 이루며, 무어 복합체 구성을 통해 단체군의 범주는 초교차 복합체의 범주와 동치이다.
특히, 무어 복합체에서 {\displaystyle (\mathrm {N} G)_{2}=1}이라고 하고, 처음 두 항
{\displaystyle (\mathrm {N} G)_{0}{\xleftarrow {\partial }}(\mathrm {N} G)_{1}}
을 생각하자. {\displaystyle (\mathrm {N} G)_{0}=G_{0}}은 {\displaystyle (\mathrm {N} G)_{1}} 위에 다음과 같이 작용한다.
{\displaystyle g\cdot h=s_{0}^{G_{0}}(g)h(s_{0}^{G_{0}}(g))^{-1}\in (\mathrm {N} G)_{1}\qquad (g\in G_{0},\;h\in (\mathrm {N} G)_{1})}
그렇다면, 이 데이터는 교차 가군을 정의한다.

## 역사
축소 단체 집합의 고리 군은 다니얼 칸이 1958년에 도입하였다. 이 구성을 윌리엄 제러드 드와이어(영어: William Gerard Dwyer, 1947〜)와 다니얼 칸이 1984년에 임의의 단체 집합의 고리 준군으로 일반화하였다.

## 같이 보기
- 준군